# Beth Chapel
Beth Chapel (también conocida como Doctor Medianoche) es una superheroína de DC Comics y sucesora del original Doctor Medianoche, Charles McNider.
Beth Chapel aparece en Stargirl, interpretada por Anjelika Washington.

## Biografía ficticia
A medida que el anciano McNider pasaba menos tiempo en acción, Beth Chapel, una doctora en medicina, asumió el papel de Doctor Medianoche. Beth Chapel era nativa de Orangeburg, Carolina del Sur, con un padre pastor, una madre que cantaba en el coro de la iglesia y cuatro hermanos. Chapel apareció por primera vez cuando Jade de Infinity Inc. fue llevada de urgencia a su hospital para recibir tratamiento después de encontrarse con el toque de cianuro de Mister Bones. Durante el inicio de Crisis on Infinite Earths, Beth quedó cegada por una explosión de oxígeno, solo para ser rescatada por el hijo de Hourman, Rick Tyler, que había tomado el Miracle de su padre para aumentar su fuerza. El Dr. McNider realizó una cirugía de emergencia en Beth y, aunque no pudo restaurar su visión diurna, le dio la capacidad de ver en la oscuridad. Beth y Rick asumen los mantos de sus predecesores como Doctor Medianoche y Hourman, y su madre elabora un disfraz de superhéroe con una túnica de coro. Junto con un nuevo Wildcat, Chapel y Tyler solicitaron ser miembros de Infinity, Inc, y finalmente obtuvieron la admisión; sin embargo, la asociación duró poco, ya que Infinity, Inc. se disolvió poco después, aunque Chapel y Tyler comenzaron una relación romántica durante su mandato.
Doctor Medianoche y Wildcat fueron posteriormente reclutados por el gobierno de los EE. UU. para una misión para derrotar al supervillano Eclipso, solo para que Chapel muriera en la misión junto con Wildcat,  Creeper, Commander Steel, Peacemaker y Major Victory.
Durante los eventos de la secuela de "Watchmen" "Doomsday Clock", Beth Chapel volvió a la vida junto con el resto de la Sociedad de la Justicia de América restaurada y la Legión de Super-Héroes gracias a la influencia del Doctor Manhattan. Ahora luce un traje más tradicional parecido al de McNider y Cross. Después de la lucha contra el grupo de Black Adam y los superhéroes extranjeros, se menciona que Chapel abrió una clínica médica metahumana llamada All-Star Clinic, donde Ronnie Raymond está recibiendo tratamiento.
Se ve a Chapel como Doctor Medianoche dando tratamiento médico de superhéroe a Jon Kent después de que sus poderes fallan y resulta herido.

## Otras versiones
En el nuevo Tierra-2 creado a raíz de Crisis infinita y 52, se muestra que una versión de Beth Chapel es miembro de la Sociedad de la Justicia Infinita.

## En otros medios
- Beth Chapel aparece en la serie de televisión de acción en vivo de DC Universe/The CW Stargirl, interpretada por Anjelika Washington.[11][12] Esta versión es una chica socialmente incómoda que no ha hecho amigos como su madre la alienta a hacer. Más tarde obtiene el Doctor Medianoche original, las gafas de Charles McNider, se hace amiga de su I.A., a la que apoda "Chuck", se convierte en el nuevo Doctor Medianoche y se une a la Sociedad de la Justicia de América de Stargirl.[13] En la segunda temporada, Chapel descubre que sus padres se van a divorciar mientras intenta reactivar a "Chuck", solo para entrar en contacto con McNider, quien está atrapado en Shadowlands. Después de ser víctima de las ilusiones de Eclipso, McNider le aconseja que se quede con las gafas, ya que puede ver a través de los trucos de Eclipso. Una vez que McNider es liberado, ayuda a Chapel a encontrar a Eclipso mientras saca a sus padres de las ilusiones del villano. Tras la derrota de Eclipso, los padres de Chapel y McNider la apoyan para que sea la nueva Doctora Medianoche antes de que Chapel ayude a McNider a descubrir qué le sucedió a su familia.
  - Antes del estreno de la serie, Chapel hizo un cameo en el evento crossover Arrowverso de acción en vivo, "Crisis on Infinite Earths", que utilizó imágenes de archivo del episodio de Stargirl, "The Justice Society".